# Ligne Hankyu Takarazuka
La ligne principale Hankyu Takarazuka  (阪急宝塚本線, Hankyū Takarazuka Honsen) est une des trois lignes ferroviaires majeures du réseau Hankyu dans la région du Kansai au Japon. Elle relie la gare d'Osaka-Umeda à Osaka à celle de Takarazuka à Takarazuka.

## Histoire
La ligne a été ouverte le 10 mars 1910 par la Société de Tramway Minoo Arima (箕面有馬電気軌道 Minoo Arima Denki Kido) (aujourd'hui Hankyu).
Le 1er octobre 2019, les gares d'Umeda et d'Ishibashi sont renommées respectivement gare d'Osaka-Umeda et gare d'Ishibashi handai-mae.

## Caractéristiques

### Ligne
- Ecartement : 1 435 mm
- Alimentation : 1 500 V par caténaire
- Vitesse maximale : 100 km/h

### Interconnexion
La ligne est connectée à la ligne Minoo à Ishibashi handai-mae.
À Kawanishi-Noseguchi, certains trains continuent sur la ligne Myōken de la Nose Electric Railway.

### Liste des gares
Longue de 24,5 km, la ligne comprend 19 gares avec une distance moyenne de 1,36 km entre chaque gare.
| Numéro | Gare                    | Nom japonais | Distance depuis Osaka-Umeda (km) | Correspondances | Localisation | Localisation        |
| ------ | ----------------------- | ------------ | -------------------------------- | --- | ------------ | ------------------- |
| HK-01  | Osaka-Umeda             | 大阪梅田     | 0                                | Métro d'Osaka : Midōsuji, Tanimachi (à Higashi-Umeda), Yotsubashi (à Nishi-Umeda) Hanshin : Hanshin JR West : JR Kyoto, JR Kobe, Fukuchiyama, ligne circulaire d'Osaka (à Osaka), JR Tōzai (à Kitashinchi) | Osaka        | Préfecture d'Osaka  |
| HK-02  | Nakatsu                 | 中津         | 0,9                              | | Osaka        | Préfecture d'Osaka  |
| HK-03  | Jūsō                    | 十三         | 2,4                              | Hankyu : Kyoto, Kobe | Osaka        | Préfecture d'Osaka  |
| HK-41  | Mikuni                  | 三国         | 4,4                              | | Osaka        | Préfecture d'Osaka  |
| HK-42  | Shōnai                  | 庄内         | 6,0                              | | Toyonaka     | Préfecture d'Osaka  |
| HK-43  | Hattori-tenjin          | 服部天神     | 7,5                              | | Toyonaka     | Préfecture d'Osaka  |
| HK-44  | Sone                    | 曽根         | 8,7                              | | Toyonaka     | Préfecture d'Osaka  |
| HK-45  | Okamachi                | 岡町         | 9,5                              | | Toyonaka     | Préfecture d'Osaka  |
| HK-46  | Toyonaka                | 豊中         | 10,5                             | | Toyonaka     | Préfecture d'Osaka  |
| HK-47  | Hotarugaike             | 蛍池         | 11,9                             | Monorail d'Osaka : ligne principale | Toyonaka     | Préfecture d'Osaka  |
| HK-48  | Ishibashi handai-mae    | 石橋阪大前   | 13,5                             | Hankyu : Minoo (interconnexion) | Ikeda        | Préfecture d'Osaka  |
| HK-49  | Ikeda                   | 池田         | 15,9                             | | Ikeda        | Préfecture d'Osaka  |
| HK-50  | Kawanishi-Noseguchi     | 川西能勢口   | 17,2                             | Noseden : Myōken (interconnexion) JR West : Takarazuka (à Kawanishi-Ikeda) | Kawanishi    | Préfecture de Hyōgo |
| HK-51  | Hibarigaoka-Hanayashiki | 雲雀丘花屋敷 | 18,2                             | | Takarazuka   | Préfecture de Hyōgo |
| HK-52  | Yamamoto                | 山本         | 19,7                             | | Takarazuka   | Préfecture de Hyōgo |
| HK-53  | Nakayama-kannon         | 中山観音     | 21,5                             | | Takarazuka   | Préfecture de Hyōgo |
| HK-54  | Mefu-Jinja              | 売布神社     | 22,4                             | | Takarazuka   | Préfecture de Hyōgo |
| HK-55  | Kiyoshikōjin (ja)       | 清荒神       | 23,3                             | | Takarazuka   | Préfecture de Hyōgo |
| HK-56  | Takarazuka              | 宝塚         | 24,5                             | Hankyu : Imazu JR West : Takarazuka | Takarazuka   | Préfecture de Hyōgo |

## Exploitation

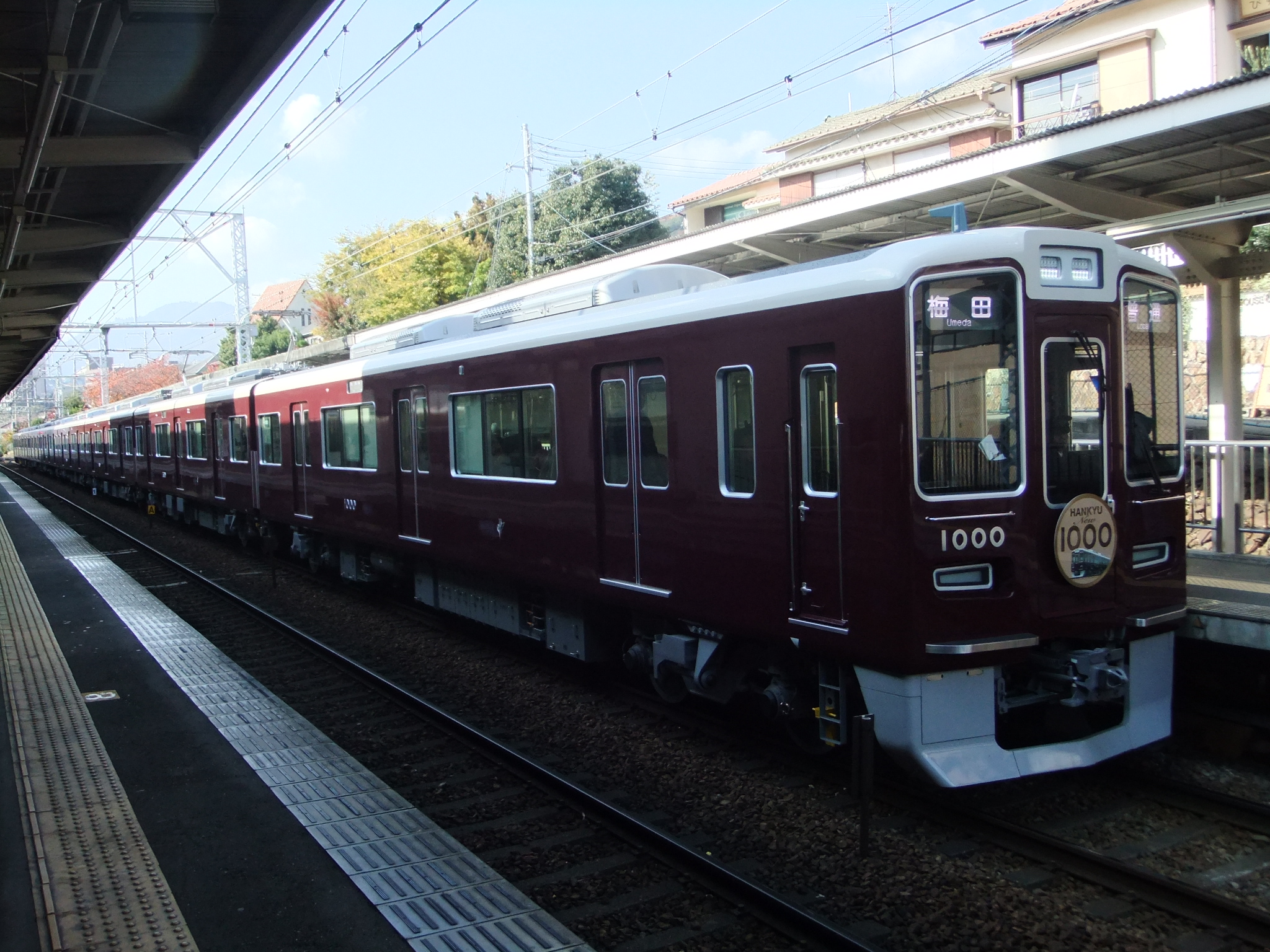
Hankyu série 1000
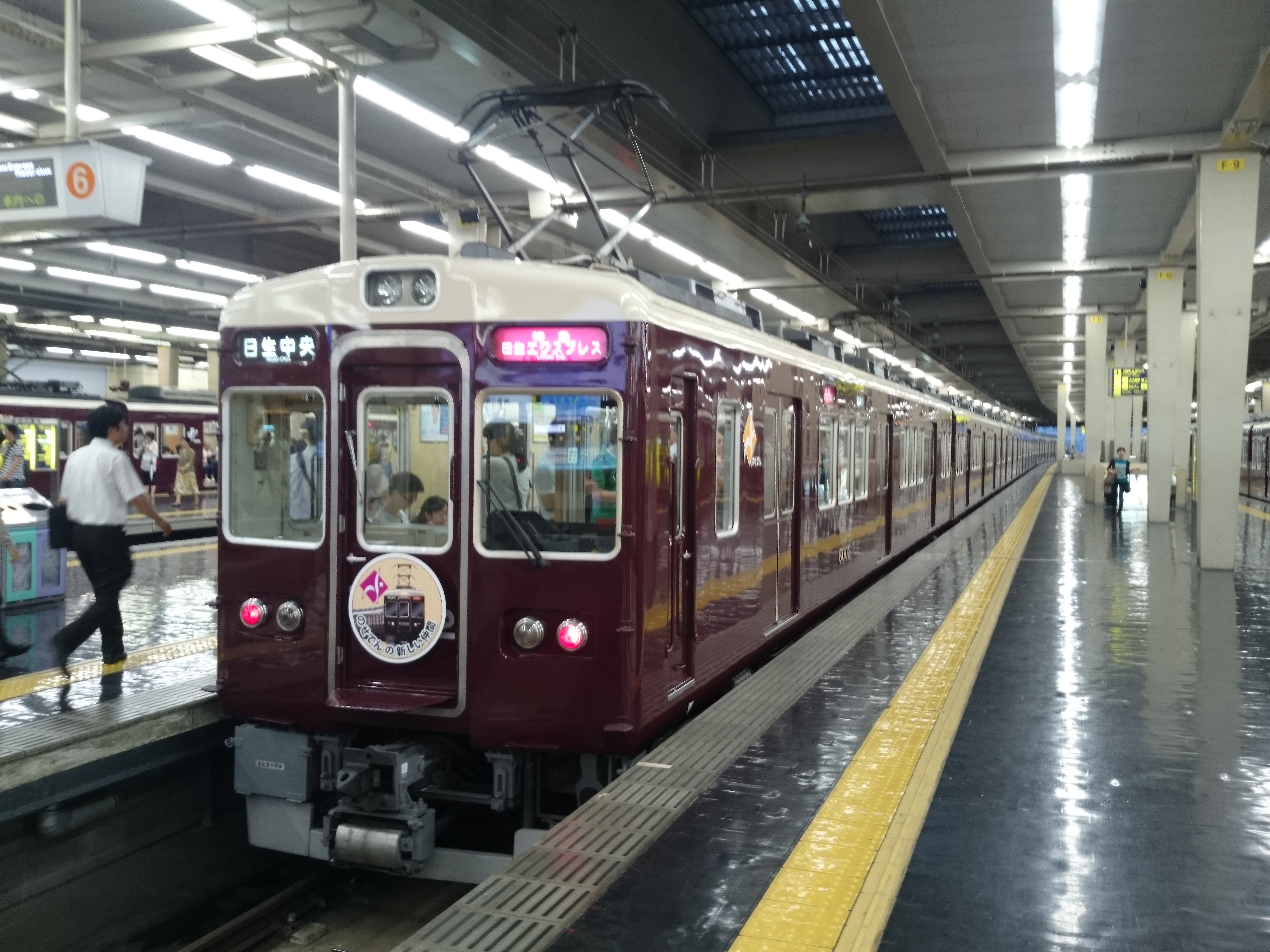
Noseden série 6000